# 圣路加短期大学
圣路加短期大学（日语：／ Sei Ruka Tanki Daigaku *）是过去一所位于日本东京都中央区的私立短期大学。

## 概要

### 简介
- 学校最早可以追溯到于1920年[1]。短期大学为于1954年开办[1]、由学校法人圣路加护理学园经营、来教育的基础是圣公宗。招生到于1963年、停办于1966年[2]。招収只女学生从1954年[2]。

### 历史
- 1954年 圣路加短期大学成立并同时设置护理科。
- 1955年以后 护理专攻成立于专科。
- 1963年 最后一年招生、次年停止招生（正式停办于1966年3月31日[2]）。

## 学校环境
- 校区：在了东京都中央区[注 1]

## 历任校长
- 撒拉・日村・怀特[注 2]：第一代短期大学校长[3]。
- 桥本宽敏：最后短期大学校长[4]。

## 组织

### 学科
- 护理科

### 专科
| - 护理专攻 |

### 业余课程
| - 没有 |

## 相关链接
- 日本短期大学列表